# タイムロード (ドクター・フー)
タイムロード（英: Time Lord）は、イギリスのSFテレビドラマシリーズ『ドクター・フー』に登場する、古代の地球外生物の種族。主人公ドクターが属する種族であり、タイムトラベル技術を制御できることと複雑なタイムラインにちなんで種族の名が命名された。元々タイムロードは惑星ガリフレイに由来もつ強力で知恵に飛んだ種族として描写され、ドクターはそこから逃亡した人物であった。タイムロードはシリーズが始動して10年間はほとんど詳細に描写されなかったが、宇宙における彼らの役割が大きくなるにつれて数々のエピソードに不可欠になっていった。2005年に新シリーズが始まってから8年間は、1989年のクラシックシリーズ休止から2005年の復活のまで間で彼らはタイム・ウォーにより絶滅したとされた。2013年の50周年記念スペシャル「ドクターの日」ではタイム・ウォー最後の日の様子が描写され、彼らは最終的に生存が判明した。
彼らは厳格に制御された時空間移動装置ターディス、時間の悪用・破壊を防ぐための監視デバイスを含む時間に関連する技術と、管財の文化を生み出した。ただし彼らは非干渉主義かつ中立主義であるため、実際に行動に移すことは稀であると説明された。自らのタイムラインに関与しない限り様々な歴史上の出来事や個人のタイムラインを改変可能である。その後のエピソードで種族の歴史や時空操作の発達および政治事情が語られ、形式に縛られ停滞した寡頭制の社会として描かれており、彼らの過去は神話や伝説となった。ドクターは4代目・5代目・12代目の時にタイムロードの大統領に就任しているほか、幾度も彼らを助けている。

## 製作
2009年にリリースされた "The War Games"(1969) のDVDに収録されたオーディオコメンタリーでは、製作総指揮デリック・シャーウィンが共執筆者テランス・ディックスとのかつての議論の様子に言及し、シャーウィンがタイムロードの設定を作ったとディックスが確信しているが彼自身は記憶に無いと述べた。後のコメンタリーでは、ディックスや共執筆者マルコム・ハルクとの議論で、ドクターは常にタイムロードから逃げているため、彼がタイムロードに訴えかけなければならない時には彼は窮地に立たされているはずだと発言したことを、ディックスがシャーウィンに思い出させている。2016年の雑誌 "The Essential Doctor Who" のインタビューで、ディックスは "The War Games" についてのシャーウィンとの議論がどのようだったか言及し、「彼はタイムロードと呼ばれるミステリアスな種族に属するのだろう？」と述べ、全てがあの議論に端を発するとコメントした。"The War Games" のDVDコメンタリーでは、シャーウィンがシリーズの始まりにタイムロードについて耳にしたことを思い出して言及したが、他の誰もこのことを記憶しておらず、「（彼の）夢から浮かんだのかもしれない」とした。
2014年の Doctor Who Magazine でのインタビューで、シャーウィンは " The War Games " について「我々が何をすべきか、どう終わらせられるかということだった。始まりに遡って、（ドクターは）タイムロード、反逆者のタイムロードで、他のタイムロードにとってはターディスを盗んで宇宙を飛び回る厄介者ということにしよう。彼が呼び出されるなら、タイムロードも連れて来よう」とコメントした。

## 扱い
シリーズの初期において、ドクターは人間とされていた。しかしながら彼の故郷の惑星はシリーズの始まりから地球でないことが明示されており、それでいて命名はされていなかった。"The War Games"(1969) でタイムロードと呼ばれる種族として知られるドクターの同族が姿を現し、ドクターを人間としていた初期の説明は "Spearhead from Space"(1970) で3代目ドクターが自分は人間ではないと明言した際に軌道修正された。"The Time Warrior"(1973–74) でドクターの故郷の惑星ガリフレイの名前が劇中に初めて登場した。タイムロードの特徴と歴史は番組が進むにつれて徐々に明らかにされた。
タイムロードは『ドクター・フー』の世界における最古の種族の1つとされており、10代目ドクターは「最古で最強の種族が銀河を見下ろしていた」と述べ、マスターもダーレクと並べて「全能の2種族」と評価している。一方でフィッシャーキングからは「タイムロードはただの臆病な学者どもだったが、突然権力に目覚めて宇宙一戦争好きな種族になった」と説明され、クリリテーンのフィンチ校長からも「尊大な種族だ。古くて傲慢で変化を忌み嫌う。そして混乱もイヤがる」と論評されている。ドクター自身も「長い戦争でタイムロードは変わった。最も危険な存在に成り果てた」と認めている。
そして13代目ドクターになってタイムロード自体が人工的に進化した生命体であることが明らかになった。元々はガリフレイ星に住むショボーガン族であり、その出身の冒険者であるテクテユンが次元や宇宙の境界のところにいた子供（後のドクター）を拾ってガリフレイに連れて帰り研究するも、その素性は一切わからなかった。ある時その子供は不慮の転落事故を起こし、テクテユンは子供が死んだと思ったその時、子供の身体が光り、姿は変わったものの息を吹き返した。テクテユンはその再生能力についての研究の末、再生能力を持つ遺伝子の抽出に成功し、自らに投与して実証実験を行った結果再生に成功。これを他のショボーガン族にも投与したことと時空超越の技術の発見によりショボーガン族は繁栄を極めが、その際にテクテユンはタイムロード個人の特徴に合う名前を名乗ること、再生能力を12回までという制限を付けたという。つまり、ドクター自身がタイムロードの始祖たる存在だったのである。
2005年に『ドクター・フー』の新シリーズが始動すると、タイムロードはダーレク族との戦争（タイム・ウォー）でドクターとマスターを残してガリフレイもろとも消滅・ダーレク族と道連れに絶滅した設定が追加された。

## 文化
タイムロードは通過儀礼として8歳になるとタイム・ボルテックス（時空の渦）を覗き込む儀式を行う。ドクターは逃げ出し、マスターはタイム・ボルテックスを深く覗いたために精神を病むこととなった。

## 生物学的特徴
タイムロードはヒューマノイドであるが、人間と比較して寿命が非常に長い、2つの心臓と3つの脳幹を持つ、体内の細菌が全て死滅するとタイムロード自身も死亡するという相違点がある。また人間が浴びれば死亡する高圧電流や放射線にもある程度の耐性を示す。
タイムマシンであるターディスとの結びつきも強く、タイムロードが再生直後などで昏睡状態に陥っている場合はターディスの自動翻訳機能が正常に動作しない。また、自らの寿命を縮めてターディスにエネルギーを与えることも可能である。さらに、ターディスの中でエイミー・ポンドが娘メロディーを妊娠した際にはメロディーのDNAがターディスの影響を受けて一部書き換えられ、タイムロードに見られる再生能力を獲得した。

### テレパシー
タイムロードはテレパシーでコミュニケーションを取ることができ、ドクターはターディスのゼロ・ルームをテレパシーで起動したこともある。さらに、ドクターとマスターはそれぞれテレパシーによる催眠能力を持つ。

### 再生
タイムロードは生命の危機に瀕した際に再生 (regeneration) することができ、再生エネルギーを使用して最低でも12回の再生を可能とする。再生する際には外見や性格が大きく変わり、性別や肌の色も変化することがある。一時的な記憶喪失に陥ることもある。
再生を行うか否かは任意であり、実際にマスターは一度再生を拒否して死を選んでいる。また、再生エネルギーを小出しにして他者の治癒に使用する、見せかけの再生を行うといったことも可能。